# La Bastide bleue
La Bastide bleue est un téléfilm de 2003 réalisé par Benoît d'Aubert, et diffusé sur France 3.

## Synopsis
Catastrophe ! Le sommet de la francophonie est décimé par une intoxication alimentaire. Bilan : trois chefs d’État et quatre ambassadeurs à l’hôpital, une horreur. Une tête doit sauter pour l’exemple : ce sera celle de Vincent, organisateur de la « fruits de mer party » qui a mal tourné. Le voilà au chômage avec – Dieu merci ! – des indemnités de licenciement pharaoniques et des projets plein la tête. Primo : racheter avec un ami un vignoble en Provence. Mise de fond importante, mais reconversion et rentabilité garanties. Secundo : restaurer la ruine perdue au milieu de nulle part dont sa femme est tombée amoureuse. Ca, franchement, il s’en serait bien passé, mais ce que femme veut… 
Et puis, avec le pactole qu’il va toucher, il n’y aura pas de problème. Aucun. Impossible, sûr et certain. Mais puisqu'on vous dit qu'il n'y aura pas de problème !

## Fiche technique
- Titre : La Bastide Bleue
- Réalisation : Benoît d'Aubert
- Scénario : Christian Mouchart et David Pharao
- Production : Le Sabre

## Distribution
- Pierre Cassignard : Vincent Rivière
- Aude Thirion : Laure Rivière
- François Loriquet : Sauveur
- Johann Cuny : Mathieu
- Tilly Mandelbrot : Lili
- Olivier Saladin : Castelin
- Liliane Rovère : La Mère Nicolet
- Manuela Gourary : Marinette
- Bibi Naceri : Chaminade
- Candide Sanchez : Garrigou